# 德寶電影公司
德寶電影公司（英語：D & B Films Co., Ltd.，1984年—1992年）是香港1980年代中葉至1990年代初期一家重要的電影公司，主力打造面向中產階層觀眾的電影。

## 歷史
1984年2月10日，由於潘廸生欲創辦電影公司，找其好友岑建勳商議，岑其後再找來「影壇大哥大」洪金寶一同創立（德寶一名由洪金寶提議；洪金寶擁有嘉禾的衛星公司寶禾電影公司）。三人的股份比例是潘迪生60%、洪金寶25%及岑建勳15%。此時德寶的主理人是岑建勳，行政總監谷薇麗，製作總監崔寶珠，宣傳主管是舒琪，策劃和編劇有陳冠中（《號外》雜誌老闆），海報主筆朱祖兒。德寶的總部位於九龍油尖旺尖沙咀金馬倫道18-20號的萬勤商業大廈（The Mangan）。
1985年夏德寶租用邵氏院線成立德寶院線後，迅速壯大，特別是當中的四大龍頭戲院，「翡翠」、「文華」、「黃金」和「寶聲」。德寶亦先後從新藝城挖來了高志森、馮世雄、于仁泰、梁普智、姜大衛等導演，同時藉助洪家班的力量，德寶終與嘉禾電影、新藝城並列香港1980年代三大電影公司。
1986年，由於與嘉禾的競爭關係，洪金寶退出德寶。1987年，由於財政管理不佳，潘迪生逐漸不滿於岑建勳的經營方式，並開始干預創作，後來潘找來擅長控制電影製作預算的冼杞然，其逐步代替岑建勳的位置成為德寶主理人。
1987年9月15日，潘迪生宣佈退出德寶董事局，由梁衛民接任主席。同年12月，岑建勳辭去德寶職務。
1988年11月，公司總部遷往九龍塘根德道5號。
德寶最著名的電影有董驃及沈殿霞主演的《富貴逼人系列》賀歲片，林子祥、鄭裕玲及周慧敏主演的《三人世界》系列，周潤發及鍾楚紅主演的《秋天的童話》，楊紫瓊主演的《皇家師姐》系列等。另外在岑建勳主政時期（1984-1987年），其亦支持製作文藝和非主流題材電影，如《等待黎明》，《聽不到的說話》，《癲佬正傳》，《最愛》，《最後勝利》，《神奇兩女俠》等。而冼杞然主政時期（1987-1992年），德寶主力製作更為商業化的電影，亦不惜工本在多部電影（如《三人世界》系列，《相見好》，《富貴吉祥》，《黑貓》等）中引入當時少有的現場收音（sync sound）技術以提升真實感，1990年遠赴英國攝製的《一咬OK》中更是首部採用杜比聲效的香港電影，使觀眾有更好的聽覺感受。
1991年9月，由於被邵氏告知四大龍頭戲院中的「翡翠」及「黃金」面臨拆卸，德寶覺得已沒有經營一條院線的必要，遂不再續租。同年11月30日院線易手更名永高院線。由於潘迪生不再注資，德寶公司在攝製《三人做世界》和《黑貓II刺殺葉利欽》後於1992年正式結業。

## 作品列表

### 出品
- 等待黎明 (1984)
- 平安夜 (1985)
- 皇家師姐 (1985)
- 操行0分 (1986)
- 雙龍吐珠 (1986)
- 癡心的我 (1986)
- 富貴逼人 (1987)
- 嘩鬼學校 (1988)
- 特警屠龍 (1988)
- 雙肥臨門 (1988)
- 血夜天使 (1988)
- 猛鬼佛跳牆 (1988)
- 三人世界 (1988)
- 情義心 (1988)
- 神探父子兵 (1988)
- 繼續跳舞 (1988)
- 皇家師姐III雌雄大盜 (1988)
- 富貴再逼人 (1988)
- 猛鬼撞鬼 (1989)
- 皇家師姐IV直擊証人 (1989)
- 發達先生 (1989)
- 單身貴族 (1989)
- 相見好 (1989)
- 花心三劍俠 (1989)
- 富貴再三逼人 (1989)
- 洗黑錢 (1990)
- BB 30 (1990)
- 皇家師姐之中間人 (1990)
- 三人新世界 (1990)
- 一咬OK (1990)
- 望夫成龍 (1990)
- 冷面狙擊手 (1991)
- 黑貓 (1991)
- 地下兵工廠 (1991)
- 富貴吉祥 (1991)
- 拳王 (1991)
- 老表，你好嘢！ (1991)
- 黑雪 (1991)
- 海狼 (1991)
- 黑貓II 刺殺葉利欽 (1992)

### 攝製
- 奪寶計上計 (1986)
- 龍在江湖 (1986)
- 癲佬正傳 (1986)
- 警賊兄弟 (1986)
- 霹靂大喇叭 (1986)
- 戀愛季節 (1986)
- 八喜臨門 (1986)
- 皇家戰士 (1986)
- 兄弟 (1986)
- 痴心的我 (1986)
- 紅外線 (1986)
- 聽不到的說話 (1986)
- 最愛 (1986)
- 秋天的童話 (1987)
- 不是冤家不聚頭 (1987)
- 神奇兩女俠 (1987)
- 最後勝利 (1987)
- 通天大盜 (1987)
- 富貴逼人 (1987)
- 鬼馬校園 (1987)
- 中華戰士 (1987)
- 你OK，我OK! (1987)
- 歡樂5人組 (1987)
- 黑貓II 刺殺葉利欽 (1992)
- 三人做世界 (1992)

### 發行
- 雙龍出海 (1984)
- 貓頭鷹與小飛象 (1984)
- 聖誕奇遇結良緣 (1985)
- 平安夜 (1985)
- 生死線 (1985)
- 智勇三寶 (1985)
- 異鄉故事 (1987)
- 發達先生 (1989)
- 猛鬼撞鬼 (1989)
- 皇家師姐IV直擊証人 (1989)
- 單身貴族 (1989)
- 相見好 (1989)
- 花心三劍俠 (1989)